# Mala gora
Mala gora je sredogorski niz na Velikolaškem, Ribniškem in Kočevskem območju.

## Geografija
Mala gora je sredogorski niz v smeri severozahod-jugovzhod, ki se razteza med ponikalnico Rašica in Kolpo. Od Ponikev blizu Rašice do Vimolj pri Predgradu meri 45 km, najširša (4 km) je med Ribnico in Strugami. Najvišja vrhova sta Stene Sv. Ane (963 mnm) in Črni vrh (963 mnm) v Ribniški ter Grič nad Koprivnikom (953 mnm) v Kočevski Mali gori. Mala gora je v glavnem porasla z bukovimi in mešanimi jelovo-bukovimi gozdovi ter neposeljena, le okoli redkih naselij ob vznožju (Velike Poljane, Onek) pa je tudi nekaj obdelanega sveta in pašnikov.

## Sv. Ana
Najvišji vrh Male gore je (ob Črnem vrhu) hrib Sv. Ana (963 m), poimenovan po stari romarski cerkvi, ki še danes gleda na Ribniško dolino. 

### Cerkev sv. Ane
Gotska cerkev sv. Ane je najvišje ležeča cerkev v Ribniški dolini. Stoji na slemenu enako imenovanega hriba Sv. Ana (963 m) na nadmorski višini 920 m. Cerkev se prvič omenja v urbarju iz leta 1576 (Skubic, 1976, 256). Čaščenje sv. Ane se je širilo na Angleškem od leta 1378, na Danskem od leta 1425 in na Nemškem konec 15. stoletja. S tem se preko Augsburga okoli leta 1500 začne njeno čaščenje širiti tudi na Kranjskem (Južnič, 2008, 66; Steska, 1903, 139–140). V Valvasorjevem času so bili v cerkvi trije oltarji: sv. Ane, sv. Uršule in sv. Neže (Valvasor, 2009, 1624). Danes ima cerkev le oltar sv. Ane. Zaradi visoke lege je v času turških vpadov vrh Sv. Ane služil tudi kot eno od številnih opozorilnih kresišč, ki so potekala od Kolpske doline do Ljubljane. Cerkev je bila nekdaj znana romarska točka; po trenutnih virih in listinah sodeč, je cerkev v Ribniški dolini najverjetneje tudi najstarejša, ki je posvečena ženski svetnici. Pozneje so se ji pridružile še Marijine cerkve v Goriči vasi, Novi Štifti, Sodražici in na Gori. Na nedeljo, po godu sv. Ane so ljudje romali na Malo goro ter se udeležili maše v cerkvi (Arko, 2004, 32). 

### Gradišče
Ljubiteljski arheolog Jernej Pečnik je v svojem spisu o kranjskih gradiščih menil, da je na mestu Sv. Ane nad Ribnico bilo nekoč eno najobširnejših gradišč. Slednje gradišče je vključil v sicer slabo definiran spisek gradišč, ki so bila obdana z dvema ali tremi nasipi ter imajo okrog sebe več gomilnih grobišč. (Pečnik, 1894, 8) Po ljudskem izročilu z Brega naj bi pod Sv. Ano nekoč stalo »ajdovsko mesto«, ki se najverjetneje navezuje na gradišče, ki ga je omenjal Pečnik (Skubic, Lesar, 1976, 6).

### Turški tabor
Krajevni leksikon Dravske banovine omenja, da je bil v času turških vpadov okrog sv. Ane tabor in tedaj naj bi bilo zidovje še vidno (Bogataj idr., 1937, 220).

### Legenda o sv. Ani
Nekaj skrivnostnega je bilo za ljudi to pribežališče na gori, zato so ga tudi opletli s skrivnostnimi domislicami, je zapisal Anton Skubic v opisu cerkve sv. Ane (Skubic, 1976, 256). Pripovedke, legende in šege, vezane na svetnico, so bile nekoč splošno razširjene po Ribniški dolini. [1] 
- Sveta Ana je velika svetnica. Na Mali gori nad Ribnico stoji samotna in tiha cerkvica njej na čast. Stari ljudje pripovedujejo, kako je ta cerkvica nastala:

Bila je silna vročina, solnce je pripekalo, studenčki so usahnili. Tedaj pa se je pojavila sveta Ana in šla počasi proti Mali gori. Pot je bila strma in gosto porasla. Velike in težke skale so se dvigale proti nebu in izžarevale silno vročino. Sveta Ana je šla kar naprej, bila je bosa in ostro kamenje jo je zbadalo. Oprijemala se je dreves in skal, da ni zdrčala nazaj in padla v prepade in jame. Ko je prišla sredi poti in se je videl že vrh, je sveta Ana radostno zaklicala: »Tam gori bi rada cerkvico!« Stopila je na skalo, se je oprijela z roko in se vzpenjala više in više. In ugreznila se ji je noga v skalo kakor tudi palec od roke. Ta skala se vidi še danes. Vendar pa je noga že odlomljena, vidi se samo še palec od roke. To skalo poljubljajo romarji, ko romajo k sveti Ani. Prispela je počasi na vrh. Tam je bival kmet, ki se je naselil sem gori vsled bojazni pred Turki. Sveta Ana je hotela piti kapnico, ki jo je imel kmet še samo malo. Ko je izpila požirek vode, je izrazila željo, naj bi tu sezidali njej na čast cerkvico. Takoj nato je začel padati rahel dež, namočil je suho zemljo in napolnil prazno kmetovo kapnico z vodo. Res so sezidali cerkvico njej na čast. Pa tudi pred krvoločnimi turškimi napadi je bilo varno zavetišče. ()

## Grmada
Grmada (tudi Grmada nad Ortnekom) je 887 m visok vrh, ki se nahaja nad vasjo Vrh pri Poljanah v pogorju Male gore. Le nekaj metrov pod vrhom se nahaja tudi dom na Grmadi, ki je odprt ob koncih tedna. Od doma pa se nam ob lepem vremenu odpre lep razgled, ki seže po večjem delu Dolenjske, če pa se sprehodimo okrog vrha pa lahko vidimo vse od Snežnika, Julijcev, Karavank do Kamniško Savinjskih Alp.()

## 2. svetovna vojna
Pri gozdarski koči Jožeta Lovšina je 13. maja 1941 prišlo do spopada med tremi pripadniki organizacije TIGR in italijansko karabinjersko patruljo iz Ribnice, ki so jim pomagali tudi trije domači slovenski orožniki. V polurnem spopadu je padel Danilo Zelen, vojaški vodja te organizacije, Ferda Kravanjo je patrulja hudo ranjenega ujela, Anton Majnik pa jim je zvezan ušel. Boj na Mali gori je bil prvi oborožen spopad z okupatorjem v Sloveniji.